# Landwind X7
La  Landwind X7 è un'autovettura prodotta dalla casa automobilistica cinese Landwind da agosto 2015 a marzo 2019

## Descrizione

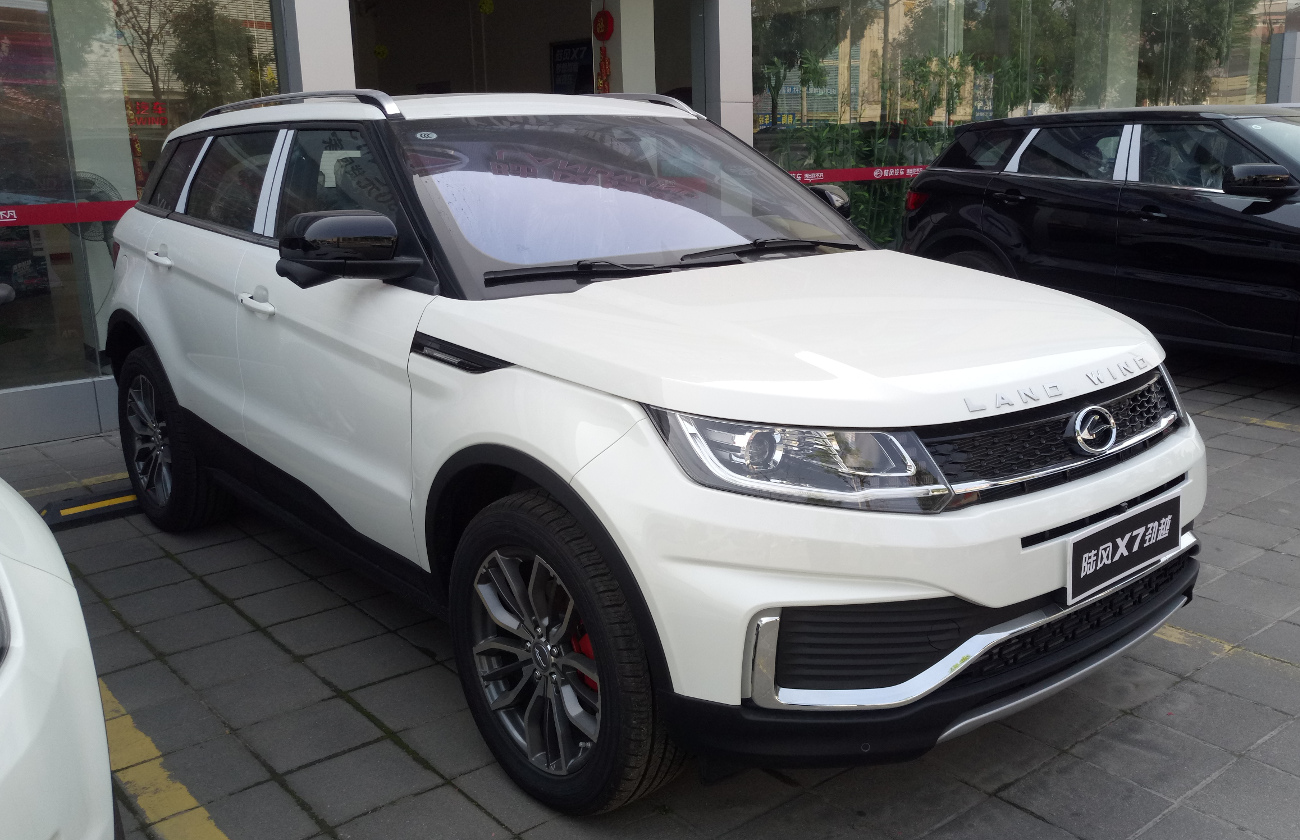
X7 restyling 2017

Al momento della sua presentazione avvenuta nel 2015, la vettura ha suscitato l'attenzione dei media perché la vettura veniva considerata come una copia della Range Rover Evoque. Di conseguenza, il gruppo Jaguar Land Rover aveva cercato di impedire alla Landwind X7 di essere venduta sul mercato. Il 22 marzo 2019, dopo quattro anni di produzione, un tribunale cinese ha stabilito che la Landwind aveva copiato cinque elementi di design unici della Range Rover Evoque e ha ordinato l'immediata cessazione della produzione e della vendite, oltre a ordinare un pagamento per risarcire la Jaguar Land Rover.
La vettura ha esordito con un motore Mitsubishi da 2,0 litri che produceva una potenza massima di massimo di 190 CV a 5.500 giri/min e una coppia massima di 250 Nm. Dopo l'aggiornamento del 2017, il motore è stato sostituito da un'unità di origine Ford Ecoboost da 1,5 litri da 162 CV tra 5.400 e 5.700 giri/min e 250 Nm. La versione da 1,5 litri ha una velocità massima dichiarata di 175 km/h, mentre la 2,0 d i circa 170 km/h.